# یواس‌اس گراتان (اس‌اس‌ان-۶۹۴)
یواس‌اس گراتان (اس‌اس‌ان-۶۹۴) (به انگلیسی: USS Groton (SSN-694)) یک زیردریایی بود که طول آن ۱۱۰٫۳ متر (۳۶۱ فوت ۱۱ اینچ) بود. این زیردریایی در سال ۱۹۷۶ ساخته شد.